# آلام خفية (مسلسل)
آلام خفية (بالإنجليزية: Passion of Hawks)‏ (بالإسبانية: Pasión de Gavilanes) هو مسلسل كولومبي يحتوي على 188 حلقة، للكاتب خوليو خيمانز، من إنتاج شركة RTI كولومبيا وبالاشتراك مع شبكة تيليموندو وشركة كاراكول TV لعام 2003–2004.
عرض المسلسل لأول مرة في كولومبيا، وكان أول عرض له بتاريخ 21 أكتوبر 2003 وآخر عرض له بتاريخ 14 سبتمبر 2004 على قناة كاراكول TV، وهو نسخة ثانية من مسلسل المياه الباردة لعام 1994، وهو أيضا للكاتب خوليو خيمانز، ومن إنتاج شركة RTI. عرض المسلسل في العالم العربي على قناة دبي وان وقناة الثانية المغربية.
في 12 مايو 2021، أعلنت شبكة تيليموندو من خلال مقدمتها لموسم 2021–2022 بأن سيكون هنالك تكملة للسلسلة، حيث تدور أحداثها بعد 20 عامًا من أحداث السلسلة الأصلية.

## قصة
ثلاث شبان أخوه يذهبون إلى العمل في مزرعة ليسوندو ليقعوا في حب بنات أصحاب المزرعة، وتبدأ المغامرات مع الفتيات الثلاثة. الأخ الأكبر خوان رييس يتزوج نورما ليسوندو، الأوسط، أوسكار رييس يتزوج خيمينا ليسوندو، والأصغر فرانكو رييس يهرب خوفً من المستقبل ويجد نفسه يتزوج من امرأه تكبره في العمر. في يوم زفاف فرانكو رييس تموت زوجته الكبيرة في العمر ويرث منها أموال طائلة ويدعو أشقائه لكي يعيشوا معه، وتبدأ هنا الحرب بين آل ليسوندو وآل رييس وتنتهي بمصالحة البعض الآخر.

## طاقم التمثيل
| الممثلون               | الشخصيات                      |
| ---------------------- | ----------------------------- |
| دانا غارسيا            | نورما ليسوندو دي رييس         |
| ماريو سيمارو           | خوان رييس                     |
| باولا راي              | خيمينا ليسوندو دي رييس        |
| خوان ألفونسو بابتيستا  | أوسكار رييس                   |
| ناتاشا كلاوس           | سارا (ساريتا) ليسوندو دي رييس |
| ميشيل براون            | فرانكو رييس                   |
| كريستينا ليلي          | غابرييلا أسيفيدو دي ليسوندو   |
| خوان بابلو شوك         | فرناندو إيسكاندون             |
| خورخي كاو              | مارتين أسيفيدو                |
| آنا لوسيا دومينغيز     | ليفيا رييس                    |
| زاريك ليون             | روزاريو مونتس                 |
| خوان سيباستيان أراغون  | أرماندو نفارو                 |
| غلوريا غوميز           | إيفا رودريغيز                 |
| لورينا ميريتانو        | دينورا روزاليس                |
| جيرمان روخاس           | بيرناردو ليسوندو              |
| سيباستيان بوسكان       | ليوناردو سانتوس               |
| ماريا مارغريتا جيرالدو | راكيل سانتوس دي أوريبي        |
| كونسويلو روزالدو       | ميليسا دي سانتوس              |
| دجييوفاني سوارز فوريرو | بينيتو سانتوس                 |
| فرناندو كوريدور        | كاليكستو أوريبي               |
| خوليو ديل مار          | ليونيداس كورونادو             |
| ليدي نورييغا           | بيبا "بيبيتا" رونديروس        |
| أندريا فيلاريال        | بانشيتا لوبيز                 |
| بيدرو رودا             | أوليغاريو                     |
| تالو كوينتيرو          | إيدوفينا ترويبا               |
| أندريس فيليبي مارتينز  | مالكولم ريوس                  |
| كليمنسيا غويلاين       | كارميلا غورديو                |
| ليونليا غونزاليس       | بيليندا روزاليس               |
| خيمي غوتييريز          | خينارو ساليناس                |
| بيلار ألفارس           | فيوليتا فيلاس                 |
| ألبيرتو مارولاندا      | ميغيل برراغان                 |
| كارلوس ألبيرتو سانشيز  | مانولو برراغان                |
| إيناس بريتو            | أورتينسيا غاياردو دي برراغان  |
| سيغيفريدو فيغا         | فيليمون برراغان               |
| فيكتور رودريغيز        | ميمو دوكي                     |
| مارغريتا أمادو         | روزيتا                        |
| كارلوس دوبلات          | أغابيتو كورتيز                |
| جاكيلين إنريكيز        | يورسولا دي روزاليس            |
| سامويل هرنانديز        | زاكارياس روزاليس              |
| ريكاردو هيرريرا        | أنطونيو كورونادو              |

## روابط خارجية
- آلام خفية على موقع IMDb (الإنجليزية)
- آلام خفية على موقع ميتاكريتيك (الإنجليزية)
- آلام خفية على موقع نتفليكس (الإنجليزية)
- آلام خفية على موقع كينوبويسك (الروسية)
- آلام خفية على موقع قاعدة بيانات الفيلم (الإنجليزية)
- آلام خفية  على فيسبوك.
- آلام خفية على إنستغرام